# Une femme est une femme
Pour plus de détails, voir Fiche technique et Distribution.
Une femme est une femme est une comédie romantique italo-française réalisée par Jean-Luc Godard et sortie en 1961.
Troisième long-métrage réalisé par Godard, il est toutefois le deuxième à être sorti en salles à cause de la censure du Petit Soldat, interdit en salles pendant plus de deux ans. Considéré comme l'un des films les plus légers dans la carrière du cinéaste, il rencontre toutefois un échec commercial lors de sa sortie.

## Synopsis
Angela, qui travaille dans une boîte de strip-tease de la rue Saint-Denis, dans le 10e arrondissement de Paris, s'est disputée avec son mari Émile parce qu'ils ne sont pas d'accord sur l'opportunité d'avoir un enfant : elle pense que le moment est venu, il préfère reporter. Le matin, avant d'aller travailler, Angela passe devant le kiosque à journaux où travaille Émile ; ils ne parviennent pas à se réconcilier car ils restent chacun sur leurs positions. Elle fait un numéro de strip-tease partiel dans une robe marine.
Le soir, Angela tente de se réconcilier avec l'idée de concevoir un enfant, et menace de le faire avec le premier venu. Émile accepte la provocation : il convoque Alfred Lubitsch, un de ses amis qui est tombé amoureux d'Angela, et s'efforce de la mettre dans son lit ; mais Alfred ne prend pas au sérieux la proposition de concevoir un enfant avec Angela.
Émile et Alfred sortent avec deux amis et se rendent dans le bar où travaille Angela pour l'embêter. Piquée au vif, elle décide d'aller jusqu'au bout. Le lendemain, elle prend rendez-vous avec Alfred et l'assure qu'elle acceptera de faire l'amour si son mari n'accepte pas de se réconcilier sur les bases qu'elle a fixées. Elle le fait attendre devant la maison, signalant l'issue de la réconciliation par le mouvement des rideaux.
Alfred reste dans la rue, attentif à la fenêtre, mais les rideaux montent et descendent en fonction de l'évolution de la discussion. Ne pouvant obtenir le consentement de son mari, Angela se donne à Alfred. Par dépit, Émile va voir une prostituée.
Tous deux se montrent repentants, la seule solution semble être de faire l'amour immédiatement afin qu'il ne soit pas possible de savoir si l'enfant à naître est celui d'Alfred.

## Fiche technique
- Titre original français : Une femme est une femme
- Titre italien : La donna è donna
- Réalisation : Jean-Luc Godard, assisté de Francis Cognany
- Scénario : Jean-Luc Godard, d'après une idée originale de Geneviève Cluny
- Musique : Michel Legrand
  - Chanson Tu t'laisse aller de Charles Aznavour au juke-box
- Décors : Bernard Evein
- Costumes : Jacqueline Moreau
- Photographie : Raoul Coutard
- Photographie de plateau : Raymond Cauchetier
- Maquillage : Jackie Raynal
- Son : Guy Villette
- Scripte : Suzanne Schiffman
- Montage : Agnès Guillemot et Lila Herman
- Production : Georges de Beauregard et Carlo Ponti
- Directeur de production : Philippe Dussart
- Sociétés de production : Euro International Film (EIA) et Rome Paris Films
- Sociétés de distribution : Unidex (France), Pathé Contemporary Films (États-Unis)
- Budget : 2 millions FRF[3]
- Pays de production :  France,  Italie
- Langue originale : français
- Format : couleur (Eastmancolor) — 35 mm Franscope — 2,35:1 — son monophonique
- Genre : comédie dramatique, comédie romantique, film musical
- Durée : 84 minutes
- Dates de sortie : 
  - Allemagne de l'Ouest : juin 1961 (Berlinale)
  - France : 6 septembre 1961
  - Italie : 25 octobre 1961
- Classification :
  - France (CNC) : tous publics, Art et essai[4]

## Distribution
- Anna Karina : Angela Récamier

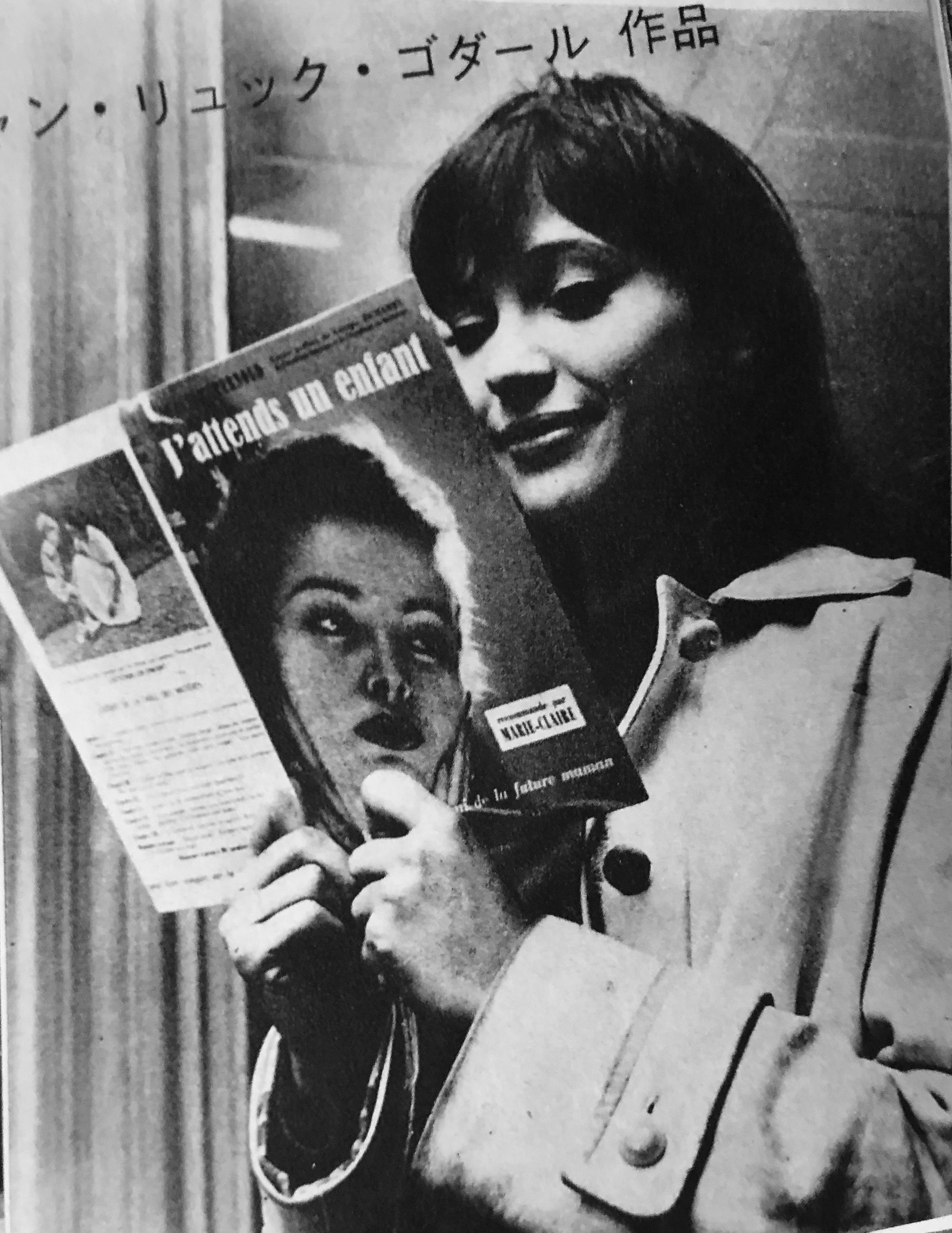
Anna Karina dans une scène du film.

- Jean-Claude Brialy : Émile Récamier
- Jean-Paul Belmondo : Alfred Lubitsch
- Marie Dubois : une amie d'Angela
- Jeanne Moreau : femme du bar
- Dominique Zardi : premier faux aveugle
- Henri Attal : second faux aveugle
- Nicole Paquin : Suzanne
- Ernest Menzer : propriétaire du bar
- Marion Sarraut : une prostituée
- Gisèle Sandré : une prostituée
- Dorothée Blank : une prostituée
- Gérard Hoffmann : l'impresario
- Karyn Balm

## Production
Conçu et tourné presque comme un documentaire sur la beauté de l'actrice danoise Anna Karina, que Jean-Luc Godard vient d'épouser, le scénario est la reprise d'une histoire que le réalisateur avait lui-même publié dans les Cahiers du cinéma, elle-même issue d'une idée de Geneviève Cluny. Pour la réalisation du film, dont le titre provisoire est Prénatal, Godard a d'abord pensé à Brigitte Bardot dans le rôle d'Angela, puis il a envisagé d'autres actrices (Marina Vlady, Marie Dubois ou Joan Collins) pour finalement se décider en faveur de sa femme lorsqu'elle auditionne pour jouer dans un film de Michel Deville.
L'identification actrice/protagoniste est favorisée par le fait qu'Anna Karina découvre qu'elle attend un enfant de Godard précisément pendant le tournage du film, de sorte que certaines lignes de dialogue apparaissent comme des répétitions sur le plateau de scènes de ménage déjà vécues dans la famille.
L'action se déroule intégralement dans le quartier du Faubourg Saint-Denis à Paris. On peut y apercevoir deux cinémas aujourd'hui disparus, le « Strasbourg » (avec La Charge des Cosaques à l'affiche) et le « Neptuna » (avec Vera Cruz à l'affiche).
Une femme est une femme contient, sous forme de clins d'œil, plusieurs références au cinéma hollywoodien. Le personnage d'Alfred, joué par Belmondo, porte le nom de Lubitsch. Allusion entre autres à Jeux dangereux (To be or not to be). Sont également cités, dans diverses parties du dialogue, les noms de Cyd Charisse, Gene Kelly, Bob Fosse, Burt Lancaster. Un portrait de Marilyn Monroe est affiché dans la cuisine de l'appartement d'Angela et Émile.
Le film fait un clin d'œil à Crime au concert Mayol (1954) qui fut un autre film tourné dans le faubourg Saint-Denis. Max le meneur de revue avait commis un crime à Mexico et voulait éliminer le témoin. Le nom de Mexico le plongeait dans le désarroi.  Dans une femme est une femme Emile ,veut aller à Mexico par dépit amoureux. 
Mais ce sont surtout des films de la Nouvelle Vague (ou proches de celle-ci) qui sont évoqués, de manière plus ou moins explicite :
- À bout de souffle (qui passe à la télé et dont Alfred / Belmondo dit qu'il ne voudrait pas le louper) ;
- L'Opéra-Mouffe (deux images du film d'Agnès Varda apparaissent sur l'écran d'un téléviseur dans une vitrine) ;
- Jules et Jim et Moderato cantabile (dans un bref échange entre Alfred / Belmondo et Jeanne Moreau) ;
- Tirez sur le pianiste (mimé par Marie Dubois pour faire deviner le titre du livre qu'elle est en train de lire) ;
- Lola (le nom d'une copine de Marie Dubois, « partie pour Marseille », mais que l'on a retrouvée à Buenos Aires).

On reconnaît, au début du film, le visage de Catherine Demongeot (la jeune actrice qui incarnait Zazie dans Zazie dans le métro, sorti l'année précédente) en couverture du magazine Le Cinéma chez soi, sur un présentoir de la librairie tenue par Émile. C'est probablement la raison pour laquelle certaines filmographies font figurer, mais par erreur, le nom de Catherine Demongeot dans la liste des interprètes d'Une femme est une femme.

### Musique
Lorsque Michel Legrand, chargé de l'écriture de la musique, voit la première version du montage, il a une idée géniale : « Si vous êtes d'accord, je glisse la musique partout, même au-dessus, au-dessous et pendant les dialogues. Même quand les personnages marchent. Vous verrez, quand Anna marchera dans la rue, on aura l'impression qu'elle danse ; quand elle parlera, on aura l'impression qu'elle chante ! Tâche abrutissante, je me suis accroché à chaque millimètre de pellicule, au centième de seconde ». L'effet est le plus visible dans la longue séquence d'ouverture, la marche d'Anna Karina dans les rues de Paris puis son entrée dans le club où elle travaille, suivies pas à pas par la caméra dans un mouvement fluide. Ainsi, l'écriture cinématographique déroutante que Godard a expérimentée dans ses deux précédents films n'est pas assagie par le budget plus conséquent dont il dispose désormais (Carlo Ponti et un budget de 2 millions de francs), tout en restant « très jeune et inédit ».

### Style
Il est possible de décomposer le film en une série d'instantanés/de sketches présentant des situations oscillant entre le comique et l'absurde qui déroutent le spectateur. Le scénario regorge de commentaires et de précisions sur les pensées des personnages. L'intention de l'auteur est de produire un film théâtral, avec des changements de rythme et de ton dans la lignée de la commedia dell'arte. Cependant, le choix d'un décor prolétaire déroute le spectateur habitué au style enchanteur des comédies musicales hollywoodiennes.
Le langage du film repose en partie sur des ruptures de ton : il ne s'agit ni d'une comédie ni d'une tragédie, mais d'une succession de plans autonomes dont Anna Karina est le sujet privilégié. Dans l'une des scènes les plus marquantes, au milieu d'une querelle domestique, Angela et Émile ne se parlent pas par dépit, mais communiquent en se montrant mutuellement des couvertures de livres aux titres suggestifs, en lieu et place du dialogue ; pour chercher les titres adéquats, ils se déplacent dans la maison en pyjama, en portant un abat-jour sur pied. L'une des caractéristiques du cinéma de Godard est de mieux en mieux définie, à savoir l'alternance du dialogue et de l'écrit pour produire du sens.

## Sortie et accueil

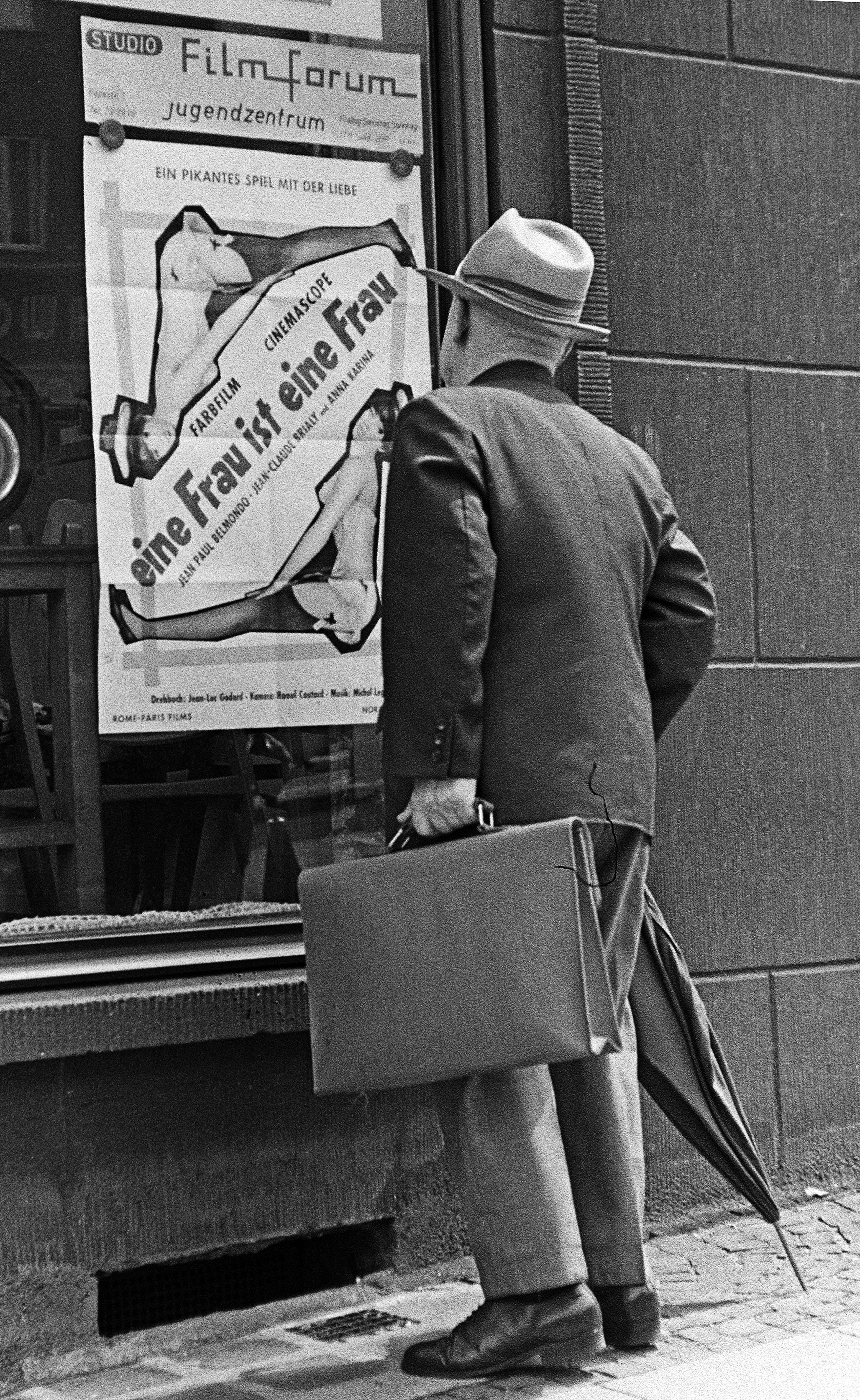
Un passant regarde l'affiche allemande du film à Essen en 1964.

Une femme est une femme sort dans les salles françaises en septembre 1961 et divise la critique entre haine et dithyrambe. Raymond Borde de Positif écrit que pour lui le film « ce n'est plus le cinéma-brouillon, mais le cinéma-foutoir, la vidange intellectuelle, le tape-à-l’œil de verre, où l'épate pied-noir », ajoutant qu'Anna Karina, « qui est si belle, devrait bien se taire, ou s'en remettre à Michel Deville ». Toutefois, la presse est plutôt sensible à l'originalité du ton du réalisateur, notamment pour Jean de Baroncelli, qui le nomme « cinéma dell'arte ». Pour André S. Labarthe des Cahiers du Cinéma, « Une femme est une femme est une étape importante du cinéma moderne ».
Toutefois, le film ne parvient pas à trouver son public dans les salles, puisqu'il totalise 22 933 entrées en première semaine sur Paris. Le bouche-à-oreille n'est pas favorable et ne parvient à voir ses entrées plafonner à 58 153 en exclusivité parisienne, peu par rapport à l'investissement consenti par Rome Paris Films. Finalement, le film ne parvient qu'à cumuler 558 218 entrées sur l'ensemble du territoire français, dont 175 005 entrées sur la capitale, en fin d'exploitation.
Dans les pays anglophones, Une femme est une femme est globalement bien reçu par la presse, obtenant un taux d'approbation de 84% sur le site Rotten Tomatoes, sur la base de trente-deux critiques collectées et une moyenne de 7,4/10. Le site Metacritic lui attribue un score de 71/100, sur la base de onze critiques.
Aux États-Unis, le film connaît une distribution limitée et ne rapporte que 100 665 $ de recettes lors de sa ressortie en 2003.

## Distinctions
- Berlinale 1961[14] : 
  - Ours d'argent de la meilleure actrice pour Anna Karina
  - Ours d'argent extraordinaire pour Jean-Luc Godard

## Héritage
En 2014 dans une interview pour France Inter, Godard renia le film qui est pourtant l'un des plus aimés.
Dans La Maman et la Putain de Jean Eustache, Alexandre fait son lit en se jetant sur le matelas avec le drap, exactement comme Angela. Il déclare : « J'ai vu faire ça dans un film. Les films ça sert à ça, à apprendre à vivre, à apprendre à faire un lit ».
Angela et Émile occupent une chambre sous les toits, à l'angle de la rue du Faubourg-Saint-Denis et du côté pair de la rue des Petites-Écuries. Le film Elle court, elle court la banlieue de Gérard Pirès débute dans le même quartier. Marlène et Bernard y occupent une chambre au dernier étage à l'angle du faubourg Saint-Denis et du côté impair de la rue des Petites-Écuries.
- Au début des deux films, la caméra balaye le même côté du faubourg Saint-Denis depuis la rue des Petites-Écuries et se dirige vers la Porte Saint-Denis.

Les Chansons d'amour de Christophe Honoré rend hommage à Une femme est une femme  : 
- Le film se déroule dans le même quartier de Paris (Strasbourg Saint-Denis), et la scène d'ouverture L.Sagnier marchant dans la rue, comme A. Karina, est une citation évidente.
- Le personnage de Julie reprend une phrase d'Angela : « Ismael (Émile), je pense à quelque chose tout à coup ... Tu m'emmerdes. »
- Comme Godard, Honoré joue avec les panneaux lumineux dans la rue pour donner du sens dans le film.
- On trouve un vélo dans l'appartement, exactement comme dans Une femme est une femme.

Lors du festival Premiers Plans d'Angers en 2012, Christophe Honoré confirme qu'il s'est beaucoup inspiré de Une femme est une femme, notamment en tournant dans le même quartier de Paris.